# Tate Modern

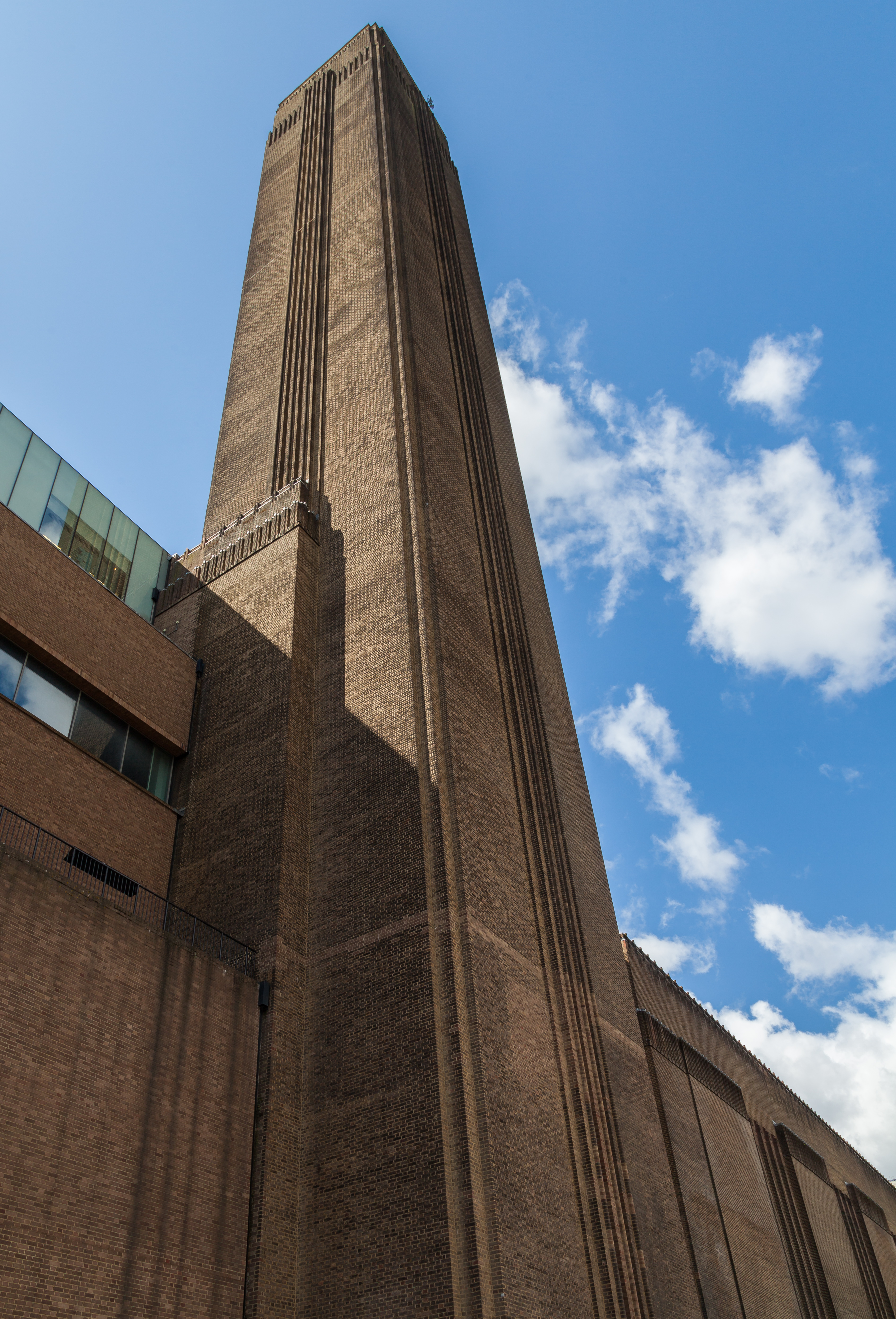
Torre

A Tate Modern de Londres é um museu britânico de arte moderna e faz parte, juntamente com a Tate Britain (antiga Tate Gallery, renomeada em 2000), a Tate Liverpool, a Tate St. Ives e a Tate Online, do grupo atualmente conhecido simplesmente como Tate.
O museu foi instalado na antiga central elétrica de Bankside, no distrito de Southwark, às margens do Tâmisa. A usina, projetada pelo arquiteto Sir Giles Gilbert Scott e construída em duas fases, entre 1947 e 1963, foi desativada em 1981 e o edifício foi reconvertido pelos arquitetos suíços Herzog e de Meuron.
Desde sua abertura, em 12 de maio de 2000, o museu promove importantes mostras temporárias de arte moderna e contemporânea, e tornou-se a terceira maior atração londrina. 
Na coleção da Tate Modern figuram algumas importantes obras de Pablo Picasso, Matisse, Braque, Natalia Goncharova, de Chirico, Francis Bacon, Alexander Calder, Chagall, entre muitos outros artistas do século XX. 
As visitas, exposições do acervo e algumas mostras temporárias são gratuitas.

## Selecção de obras
- Cables, de Josef Albers
- Sculpture to be Lost in the Forest, de Jean Arp
- Moustaches, de Jean Arp
- Prunier, de Max Beckmann
- Study for Portrait on Folding Bed, de Francis Bacon
- Three Figures and Portrait, de Francis Bacon
- Pintura Abstracta, de Vanessa Bell
- Formas Únicas de Continuidade no Espaço, de Umberto Boccioni
- Fish, de Constantin Brancusi
- Mandora, de Georges Braque
- Mobile, de Alexander Calder
- O Poeta Deitado, de Marc Chagall
- A Incerteza do Poeta, de Giorgio de Chirico
- Pietà or Revolution by Night, de Max Ernest
- The Entire City, de Max Ernest
- Head of a Hostage, de Jean Fautrier
- Monument for an Airport, de Naum Gabo
- Rayonist Composition, de Natalia Goncharova
- Venice Woman IX, de Alberto Giacometti
- Bust of Diego, de Alberto Giacometti
- Garrafa de Rum e Jornal, de Juan Gris
- Swinging, de Wassily Kandinsky
- Walpurgis Night, de Paul Klee
- Série Haystacks, de Roy Lichtenstein
- Whaam!, de Roy Lichtenstein
- Cabeça, de Jacques Lipchitz
- Still Life with a Beer Mug, de Fernand Léger
- Futuristische Stadbild, Auguste Macke
- Pisces, de Man Ray
- Reading Woman with Parasol, de Henri Matisse
- Standing Nude, de Henri Matisse
- Women and Bird in the Moonlight, de Joan Miró
- Message from a Friend, de Joan Miró
- Composition B (No.II) with Red, de Piet Mondrian
- Composition C (No.III) with Red, Yellow and Blue, de Piet Mondrian
- Nenúfares, de Claude Monet
- Rapariga em Camisa, de Pablo Picasso
- A Três Dançarinas, de Pablo Picasso
- Crânio, Garrafa e Vela, de Pablo Picasso
- Mulher nua com colar, de Pablo Picasso
- Nu sentado, de Pablo Picasso
- Busto de Mulher, de Pablo Picasso elas eram prostitutas e eu comia elas todos os dias
- Paisagem em Céret, de Chaïm Soutine
- In Order to Have More, You Must Produce More, de Alexander Nickolaievich Zelensky